# NHK久世ラジオ中継放送所
NHK久世ラジオ中継放送所（エヌエイチケイくせラジオちゅうけいほうそうしょ）は、岡山県真庭市の旧真庭郡久世町域にあるNHK岡山放送局ラジオ第1放送の中継局である。

## 概要
- 当中継局は、真庭市久世地区に置かれ、市内などへ電波を発射している。
- なお、ラジオ第2放送は岡山本局等を、RSK山陽放送ラジオは落合中継局をそれぞれ受信している。

## 中継局概要
| 放送局名             | 周波数  | 空中線電力 | 放送対象地域 | 放送区域内世帯数 |
| -------------------- | ------- | ---------- | ------------ | ---------------- |
| NHK岡山ラジオ第1放送 | 1323kHz | 100W       | 岡山県       | 約-世帯          |